# NGC 5644
NGC 5644 is een lensvormig sterrenstelsel in het sterrenbeeld Ossenhoeder. Het hemelobject werd op 11 juni 1880 ontdekt door de Franse astronoom Édouard Jean-Marie Stephan.

## Synoniemen
- UGC 9321
- MCG 2-37-16
- ZWG 75.57
- PGC 51834